# Distretto di Wang Muang
Il distretto di Wang Muang (in thailandese: วังม่วง) è un distretto (amphoe) della Thailandia, situato nella provincia di Saraburi.